# 格林波特 (紐約州薩福克縣)
格林波特（英語：Greenport）是位於美國紐約州薩福克縣的村。

## 人口
根據2020年美國人口普查的數據，格林波特的面積為3.11平方千米，當中陸地面積為2.46平方千米，而水域面積為0.65平方千米。當地共有人口2583人，而人口密度為每平方千米831人。